# Lijst van rijksmonumenten in Bemmel
De plaats Bemmel telt 11 inschrijvingen in het rijksmonumentenregister. Hieronder een overzicht.
| Object                       | Oorspronkelijke functie?  | Bouwjaar                                       | Architect | Locatie              | Coördinaten?                  | Nr.? | Afbeelding        |
| ---------------------------- | ------------------------- | ---------------------------------------------- | --------- | -------------------- | ----------------------------- | ---- | ----------------- |
| Begerden                     | Boerderij                 | midden 19e eeuw                                |           | Bergerdensestraat 21 | 51° 55' 33" NB, 5° 54' 52" OL | 8931 | Meer afbeeldingen |
| De Kinkelenburg              | Kasteel, buitenplaats     | late middeleeuwen (toren)                      |           | Kinkelenburglaan 1   | 51° 53' 22" NB, 5° 53' 46" OL | 8932 | Meer afbeeldingen |
| Brugdijk                     | Kasteel, buitenplaats     | late middeleeuwen                              |           | Kinkelenburglaan 2   | 51° 53' 25" NB, 5° 53' 48" OL | 8933 | Meer afbeeldingen |
| Bakstenen tabaksschuur       | Boerderij                 | 1790                                           |           | Kinkelenburglaan 6   | 51° 53' 24" NB, 5° 53' 42" OL | 8934 | Meer afbeeldingen |
| De 3 Merletten               | Woonhuis                  | midden 19e eeuw                                |           | Loostraat 10         | 51° 53' 38" NB, 5° 53' 44" OL | 8935 | Meer afbeeldingen |
| Huis te Bemmel: Hoofdgebouw  | Kasteel, buitenplaats     | 15e/16e eeuw                                   |           | Loostraat 15         | 51° 53' 33" NB, 5° 53' 44" OL | 8936 | Meer afbeeldingen |
| Hervormde Kerk               | Kerk en kerkonderdeel     | 15e eeuw                                       |           | Oude Kerkhof 13      | 51° 53' 15" NB, 5° 53' 48" OL | 8937 | Meer afbeeldingen |
| Toren van de Hervormde Kerk  | Kerk en kerkonderdeel     | 1623 (toegangspoortje)                         |           | Oude Kerkhof bij 13  | 51° 53' 15" NB, 5° 53' 48" OL | 8938 | Meer afbeeldingen |
| 't Huis te Bemmel: Koetshuis | Bijgebouwen kastelen enz. | wellicht 18e eeuw tweede 19e eeuw (verbouwing) |           | Ponylaan 2           | 51° 53' 32" NB, 5° 53' 44" OL | 8939 | Meer afbeeldingen |
| Herenboerderij Strijdhagen   | Boerderij                 | eerste helft 19e eeuw                          |           | Ressensestraat 2     | 51° 53' 23" NB, 5° 53' 17" OL | 8940 | Meer afbeeldingen |
| De Arend                     | Woonhuis                  | midden 19e eeuw                                |           | Waaldijk 5           | 51° 53' 12" NB, 5° 53' 47" OL | 8941 | Meer afbeeldingen |